# Кабул Сити Центр

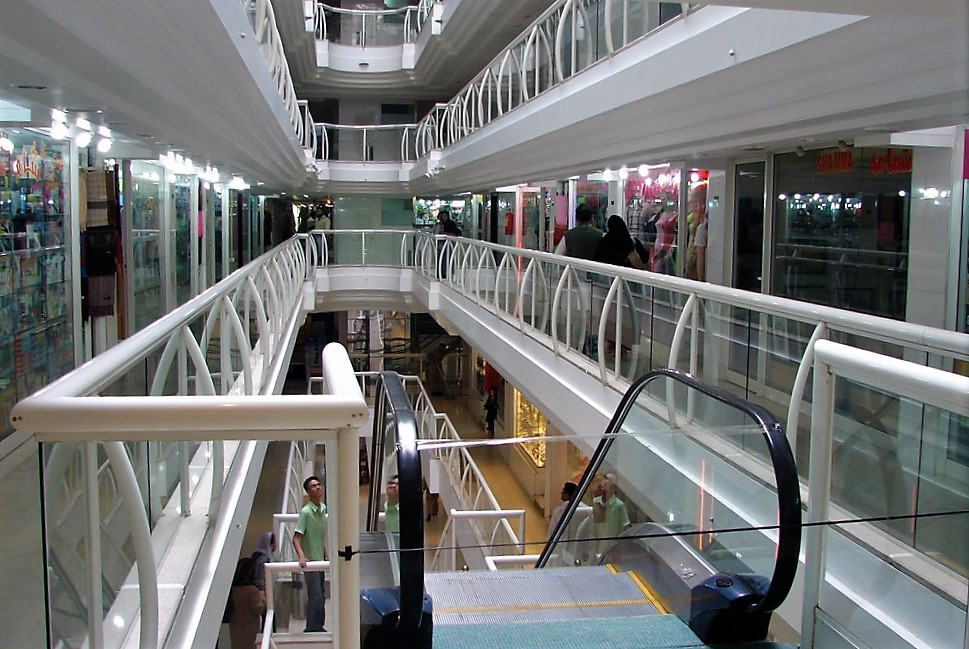
Интерьер Кабул Сити Центра

Кабул Сити Центр — первый крытый торговый центр в современном стиле в Афганистане, который был открыт в 2005 году. Высотой в девять этажей и находится в центре Кабула. Торговый центр оснащён эскалаторами и лифтами.
Для безопасности торгового центра стекло в окнах взрывоупорное. Посетители проходят металлодетекторы, прежде чем им разрешается войти. Досмотр остановил террориста-смертника, который пытался попасть внутрь торгового центра 14 февраля 2011 года.
Верхние шесть этажей торгового центра являются частью отеля Сафи Ландмарк, который принадлежит эмирату Дубай.